# Thysanoplusia ekeikei
Thysanoplusia ekeikei là một loài bướm đêm trong họ Noctuidae.